# Руфін і Прісцілла
«Руфін і Прісцілла» — поетична драма Лесі Українки.

## Історія створення
Роботу над драмою Леся Українка розпочала в 1906 році. Чорновий варіант був створений в серпні 1908 року. Після цього Українка ще два роки працювала над остаточною редакцією. Розуміючи, що в кінцевому варіанті п'єса не пройде цензуру через критику християнства, Леся Українка підготувала «вигладжену» версію. В листі до Надії Кибальчич вона писала:
|  | оце викінчую (властиво вигладжую) торік дописану драму з перших віків християнства «Руфін і Прісцілла». Виправлю перше я, а потім уже будуть редактори переправляти — «не амінь і не господи помилуй», як той піп що «розсвячував» мирянинові хату. |

## Історія публікацій
Вперше надруковано в журналі «Літературно-науковий вісник» 1911, кн. 11 с. 193 —241, зі значними редакційними скороченнями, без п'ятої дії. Повністю за чистовим автографом вперше надруковано у виданні: Українка Леся. Твори. В 5-ти томах. К. 1951. Т. 2.

## Дійові особи

### Головні персонажі
- Руфін Емілій — молодий римлянин значного роду.
- Прісцілла — жінка Руфіна, християнка.
- Парвус — християнин невідомого роду-племені.
- Кней Люцій — молодий оптимат, християнин, приятель Руфіновий
- Нартал — африканець, колишній раб, відпущеник Люцієвий.

### Другорядні персонажі
- Аецій Панса — батько Прісцілли, значний римлянин, дідич.
- Кай Летіцій — префект, Руфіновий приятель.
- Сервілія — римлянка, плебеянка.
- Круста — римлянин, паразит, донощик (delator).
- Єпископ
- Диякон
- Теофіл — пресвітер.

## Сюжет

### Дія I
Дія відбувається в домі молодого римлянина Руфіна. Його дружина Прісцілла — християнка — потай від чоловіка відвідує зібрання в катакомбах. Руфін із тривогою дізнається, що вона знову була на зібранні. Одразу за Прісціллою приходить Парвус — член християнської громади — з рукописом листа проти філософа Цельза. Руфіну неприємний зміст і мова цього листа, але дружина не прислухається до думки чоловіка.
Невдовзі з'являється батько Прісцілли — старий патрицій Аецій Панса. Він вірить, що подружжя живе в злагоді, хоча чув поголоски про розлуку. Вечір продовжується в присутності префекта Кая Летіція, друга Руфіна. Під час розмови розкриваються політичні погляди Руфіна як критика цезаризму і прибічника республіканських чеснот. Панса і Летіцій закидають Руфіну, що той сидить склавши руки, а не бере участь у державних справах. 
Наприкінці дії в дім вривається жінка Сервілія — її син зник, і вона звинувачує християн у викраденні дитини для «жертвопринесення». Префект вирушає дати наказ про перевірку зборів християн по всьому Риму.
Зоставшись наодинці, Руфін і Прісцілла намагаються розібратися у своїх стосунках. З'ясовується, що вони кохали один одного перед тим, як Руфін вирушив у військовий похід, а Прісцілла приєдналася до християнської громади. Тепер вони не живуть як подружжя, бо Прісціллі огидна думка, що діти обиратимуть між римськими традиціями батька і вірою матері.

### Дія II
Події відбуваються в тому самому домі. Руфін поспішно повертається з бенкету від Кая Летіція, бо почув звістку про викрите християнське зібрання і засідку в катакомбах. Він негайно попереджає Прісціллу — та має сповістити братів по вірі. Руфін пропонує прийняти зібрання у своєму будинку.
Заледве Прісцілла йде, до Руфіна приходить неочікуваний гість — Круста, знайомий префекта, шпигун і донощик. В той час у дім починають сходитися християни. Руфін змушений виплутуватися і вигадувати нісенітниці. На допомогу господарю приходить молодий християнин і патрицій Кней Люцій, якому з часом вдається спровадити сп’янілого Крусту.
На той час в господі вже зійшлася уся громада, включно з Дияконом і Єпископом. Руфін зостається на варті, бо йому — поганину — не годиться бути свідком християнських таїнств. Повертається Кней Люцій. Між патриціями зачинається серйозна розмова про занепад імперії та можливу роль християнства як моральної альтернативи. Люцій мало не переконав Руфіна в тому, що приєднавшись до нової віри, той вірно послужить Риму. Та в дім вривається центуріон — зібрання викрито!

### Дія III
Дія відбувається в темниці. Серед ув'язнених — Диякон, Єпископ, Парвус, Люцій та інші. Руфін і Прісцілла відсутні — їх забрали на допит і катування. Парвус висловлює сумніви щодо щирості Руфіна і натякає на можливу зраду. Люцій заступається за товариша, стверджуючи, що той виявив мужність, навіть не визнаючи себе християнином, і заслуговує на повагу. Суперечка між ними підкреслює глибокі розбіжності між громадянською доблестю і релігійним фанатизмом.
Зривається Нартал — вільновідпущеник Люція. Він відкидає християнство і римську культуру як нові форми неволі, відмовляється від ролі мученика і прагне померти як воїн.
Повертаються Руфін і тяжко скатована Прісцілла. Руфін, співчуваючи дружині, яка витримала більше за нього, обіцяє прийняти її віру.
Ув'язнених навідує Панса. Він пропонує врятувати доньку та зятя, підкупивши сторожу, але обидва відмовляються. Панса залишає два персні як символ перепустки на волю. У розпачі він іде. Люцій бере на себе відповідальність умовити Прісціллу скористатися можливістю втечі.

### Дія IV
В темниці. До ув'язнених прибуває адвокат Семпроній, якого запросив Люцій. Він пропонує декілька варіантів захисту на суді, але всі пропозиції сприймаються як неприйнятні — або через порушення християнських принципів, або через сумнівну честь. Ув'язнені відкидають компроміс.
Невдовзі після відходу адвоката темницю заповнює юрба відвідувачів: серед них є родичі, знайомі й представники християнської громади. Вони поводяться з ув'язненими як із майбутніми мучениками — просять благословення, порад, ставляться з пошаною до їхньої жертовності.
Один із відвідувачів зізнається Руфіну, що серед християн поширене переконання: Рим приречений на загибель, і його падіння — лише питання часу. Християни не мають наміру його рятувати. Це глибоко вражає Руфіна — він остаточно відмовляється від наміру прийняти хрещення.
Громада усвідомлює, що є шанс урятувати принаймні Єпископа: для цього потрібно скористатися перснями, залишеними Пансою. Прісцілла й Руфін без вагань передають свої перепустки. У той самий час Парвус, який проголошує себе "одержимим Божим духом", втрачає підтримку навіть серед однодумців і опиняється в ізоляції.
Коли Єпископ намагається запропонувати хрещення Руфіну, той рішуче відмовляється. Разом із Дияконом Єпископ залишає темницю під виглядом одного з відвідувачів.

Залишившись наодинці, Прісцілла намагається збагнути, за що гине її чоловік, якщо не за Христа. Руфін відповідає:  
"Коли республіканець руки склавши і мовчки терпить люту тиранію — повинен смерті він."

### Дія V
Цирк. Леся Українка дозволяє бачити події лише очима глядачів, які зайняли місця на лавках: багатії внизу, зверху — плебеї. Судовий процес над християнами відбувається на арені — про нього сповіщає голос покликача. Вихоплюються окремі репліки і портрети. Матрон і ремісників, поетів і гетер, вояків, юристів, торговців, лихварів, відпущенників. До кінця дії на трибунах більшає християн, декотрі з них відкрито демонструють свою віру — їх хапають вігіли.
В той час на арені усіх визнають винними і засуджують до страти. Крім Кнея Люція, який відправляється у вигнання. 
Фортунат уникає смерті, приносячи жертву богам.
Нартала віддають звірям і він зустрічає смерть з мечем в руках.
Парвуса присуджують до лютої смерті і громада, яка трималася осторонь до останнього, допомагає йому, співаючи гімни.
Руфіна і Прісціллу присуджують до страти. Вони, побравшись за руки, ступають повагом, деколи зупиняючись і вклоняючись людові.